# Bat Yeʾor

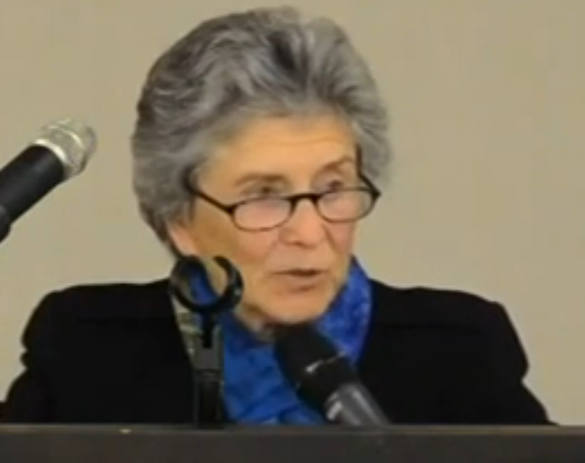
Bat Yeʾor

Bat Yeʾor (hebräisch בת יאור, „Tochter des Nil“) ist ein Pseudonym der britischen Autorin Gisèle Littman (* 1933 in Kairo, Königreich Ägypten als Gisèle Orebie). Unter diesem und einem weiteren Pseudonym (Yahudiya Masriya, „ägyptische Jüdin“) publizierte sie mehrere Bücher, in denen sie sich mit der Geschichte der Christen und Juden unter islamischer Herrschaft im Nahen Osten auseinandersetzt und vor der angeblichen Gefahr einer Islamisierung Europas warnt.

## Leben
Littman wurde 1933 als Kind jüdischer Eltern in Ägypten geboren, ihre Mutter stammte aus Frankreich, ihr Vater aus Italien. Während der Sueskrise 1956 wurde ihr – wie den meisten ägyptischen Juden – die ägyptische Staatsbürgerschaft aberkannt. 1957 kam sie als staatenloser Flüchtling nach London. Von 1958 bis 1960 studierte sie am Institute of Archaeology  der University of London. Dort lernte sie David Littman (1933–2012) kennen, den sie 1959 heiratete, wodurch sie die britische Staatsbürgerschaft bekam.
Im Jahr 1960 zog das Paar in die Schweiz, wo Gisèle Littman seither lebt. Zusammen mit ihrem Mann war sie 1961 an der Operation Mural beteiligt, bei der 530 jüdische Kinder aus Marokko über die Schweiz nach Israel gebracht wurden. In den Jahren 1961/62 studierte sie Sozialwissenschaften an der Universität Genf. Sie ist Mutter von drei Kindern. Seit 1969 arbeit sie als freischaffende Forscherin und Publizistin.

## Themen
Littman beschreibt aus einer ahistorischen zionistischen Perspektive, eingedenk der Marginalisierung der Juden nach der Dekolonisation Ägyptens, eine allgemeine Geschichte des Zustandes der christlichen wie der jüdischen Bevölkerung in muslimischen Länder. „Sie interpriert diese als einen permanenten Niedergang, der sich allein aus den gleichbleibenden Existenzbedingungen von Juden und Christen im muslimischen Herrschaftsgebiet ergeben habe und von vornherein vorgezeichnet gewesen sei. Bei ihrer Untersuchung verzichtet sie jedoch auf Quellenkritik.“
Hierfür prägte sie in zahlreichen populären Sachbüchern und Artikeln den Begriff des (dhimmitude). Darunter versteht sie die sozialen Beziehungen zwischen Muslimen und Nichtmuslimen unter den Prämissen der Dhimma, des von der Scharia vorgeschriebenen „Schutzvertrages“. Diese Verhältnisse sind laut Littman durch eine systematische Diskriminierung der „Kuffar“ (arab.: Ungläubige, von ihr wie von islamischen Fundamentalisten als Nichtmuslime verstanden) geprägt. Der Druck, dem sie jahrhundertelang ausgesetzt seien, so die pauschalisierende These in Der Niedergang des orientalischen Christentums unter dem Islam (2002) – habe dazu geführt, dass das Christentum in seinen früheren Kerngebieten Nordafrika, Kleinasien und dem Nahen Osten zu einer Randerscheinung geworden ist und dass seine Anhänger auch heute noch in einer Situation permanenter Diskriminierung und latenter Bedrohung leben. Die historisch dürftigen Ausführungen Littmans sind keine Beschreibung der wechselhaften islamisch-christlichen Beziehungen, die einer historischen Überprüfung standhalten könnten, sondern eine Selbstklärung aus einer jüdisch-israelischen Perspektive angesichts der Entwicklungen in der arabischen Welt seit der Neugründung des Staates Israels.
Littman ist die Urheberin der Verschwörungstheorie „Eurabien“. Sie behauptet in ihrem Buch Eurabia: The Euro-Arab Axis, dass es spätestens seit der Ölkrise von 1973 eine geheime Verschwörung zwischen den europäischen und arabischen Eliten gebe, die systematisch auf die Verschmelzung Europas mit der arabischen Welt hinzuarbeite und dabei eine „Islamisierung“ Europas und – für Littmann Ausgang ihrer fälschlicherweise als Forschung deklarierten Ideologiearbeit – die Vernichtung Israels zumindest billigend in Kauf nehme. Aus Europa entstehe so eine islamisch-arabische Kolonie, die Littman als „Eurabien“ bezeichnet.

## Rezeption
Der Begriff der dhimmitude wurde auch von Bachir Gemayel, Anführer der christlichen Forces Libanaises im Libanesischen Bürgerkrieg, verwendet, der in seiner letzten Rede vor seiner Ermordung 1982 erklärte, er weigere sich „in dhimmitude zu leben“. Bat Yeʾor behauptet jedoch, dass sie den Begriff geprägt habe, Gemayel habe diesen durch „gemeinsame Freunde“ von ihr übernommen. In einer Veröffentlichung Bat Yeʾors ist der Begriff jedoch erst 1983 – nach der Ermordung Gemayels – nachweisbar.
Bat Yeʾors Eurabia-These wurde u. a. von Christopher Caldwell, Mark Steyn, Claire Berlinski und Walter Laqueur aufgegriffen. Die Autorin gilt in islamfeindlichen Kreisen als bekannte Figur. 2008 gab sie dem rechtspopulistischen Blog Politically Incorrect ein Interview. Ihre Thesen sollen auch den Massenmörder Anders Behring Breivik beeinflusst haben. Er zitierte sie ausführlich in seinem Manifest. Littman distanzierte sich von Breiviks Taten: Sie bedauere, wenn ihre Schriften ihn inspiriert hätten und trauere um die unschuldigen jungen Menschen. Die Ursache für die Taten suchte sie jedoch in einer Geisteskrankheit und nicht in Breiviks ideologischen Überzeugungen.
Der Journalist Simon Kuper kritisierte Bat Yeʾors Eurabia in der Financial Times als eines der beiden schlechtesten Bücher, die er je gelesen habe. Er beschrieb es als eine Abwandlung der Protokolle der Weisen von Zion, bei der die Rolle der Juden durch die der Muslime ersetzt worden sei. Der katholische Theologe Ernst Fürlinger bezeichnet Eurabia als „islamfeindliche Verschwörungstheorie“. Joachim Jakob urteilt, dass Gisèle Littman „die gegenwärtigen – teils islamophoben – Bedenken gegenüber dem Islam durch eine einseitige Sicht auf dessen Geschichte zu untermauern versucht“. Als genuin politische und nicht wissenschaftlich-objektive Autorin greife sie hierfür auf den Terminus Dhimmitude zurück. Auch Jakob verwarf Littmans Vorstellung von einem Eurabia als Verschwörungstheorie.

## Publikationen
- 1971 Les Juifs en Égypte. (pseud. Yahudiya Masriya)
- 1980 Le dhimmi; Profil de l’opprimé en Orient et en Afrique du nord depuis la conquête arabe. Anthropos, Paris 1980; engl. 1985: The Dhimmi: Jews and Christians under Islam. Fairleigh Dickinson Univ. Press, Madison NJ, ISBN 0-8386-3262-9. (pseud. Bat Ye'or)
- 2002 Der Niedergang des orientalischen Christentums unter dem Islam. 7.–20. Jahrhundert. Zwischen Dschihad und Dhimmitude. Resch, Gräfelfing, ISBN 3-935197-19-5.
- 2002 Islam and Dhimmitude. Where Civilizations Collide. ISBN 0-8386-3943-7.
- 2005 Eurabia: The Euro-Arab Axis. Fairleigh Dickinson University Press, Madison NJ, ISBN 0-8386-4077-X. (pseud. Bat Ye'or)
- 2010 L’Europe et le spectre du califat. Les provinciales, ISBN 978-2-912833-22-8.
- 2013 Europa und das kommende Kalifat. Duncker & Humblot, Berlin, ISBN 978-3-428-13831-9. (pseud. Bat Ye'or)

- Bat Ye'or tritt als Expertin im dritten Teil des Dokumentarfilms Islam: What the West Needs to Know von 2006 auf.